# Cryptachaea chilensis
Cryptachaea chilensis là một loài nhện trong họ Theridiidae.
Loài này thuộc chi Cryptachaea. Cryptachaea chilensis được Herbert Walter Levi miêu tả năm 1963.